# Monopis semorbiculata
Monopis semorbiculata är en fjärilsart som beskrevs av Xiao och Li 2006. Monopis semorbiculata ingår i släktet Monopis och familjen äkta malar. Inga underarter finns listade i Catalogue of Life.